# Carpathonesticus avrigensis
Carpathonesticus avrigensis är en spindelart som beskrevs av Weiss och Stefan Heimer 1982. Carpathonesticus avrigensis ingår i släktet Carpathonesticus och familjen grottspindlar.
Artens utbredningsområde är Rumänien. Inga underarter finns listade.